# Parupeneus trifasciatus
 Parupeneus trifasciatus és una espècie de peix de la família dels múl·lids i de l'ordre dels perciformes que es troba a l'oceà Índic.
Els mascles poden assolir els 35 cm de longitud total.